# Gordon Brown
James Gordon Brown (n. 20 februarie 1951, Glasgow) este un politician britanic. A fost prim-ministru al Regatului Unit în perioada 2007-2010 și este un membru important al Partidului Laburist. Brown a mai fost ministru al finanțelor în cadrul guvernului Tony Blair. Membru încă din 1983 al Parlamentului Britanic din partea circumscripției Dunfermline East, Brown a fost ales lider al Partidului Laburist pe 24 iunie 2007, iar după demisia lui Blair pe 27 iunie, a fost invitat sa formeze un nou guvern de către Regina Elisabeta a II-a.
A fost si este un critic dur al Brexitului. A declarat că: "Nu voi renunta nici o data la încercarea de a reversa Brexitul."

## Date biografice
În tinerețea sa la Universitatea din Edinburgh, Gordon Brown a avut o relație amoroasă cu Principesa Margareta a României, care nu a încetat să-l iubească, deși l-a părăsit
"A fost o poveste de iubire puternică. N-am încetat niciodată să-l iubesc, însă într-o zi nu mi s-a mai părut potrivită, era politică, politică, politică, iar eu aveam nevoie de ocrotire".
A declarat Principesa.
Când lenjeria ei intima a fost gasita in Camera lui Gordon Brown, acesta a insistat ca ajunsese din greseala de la spalatorie.